# Meteorologická družice

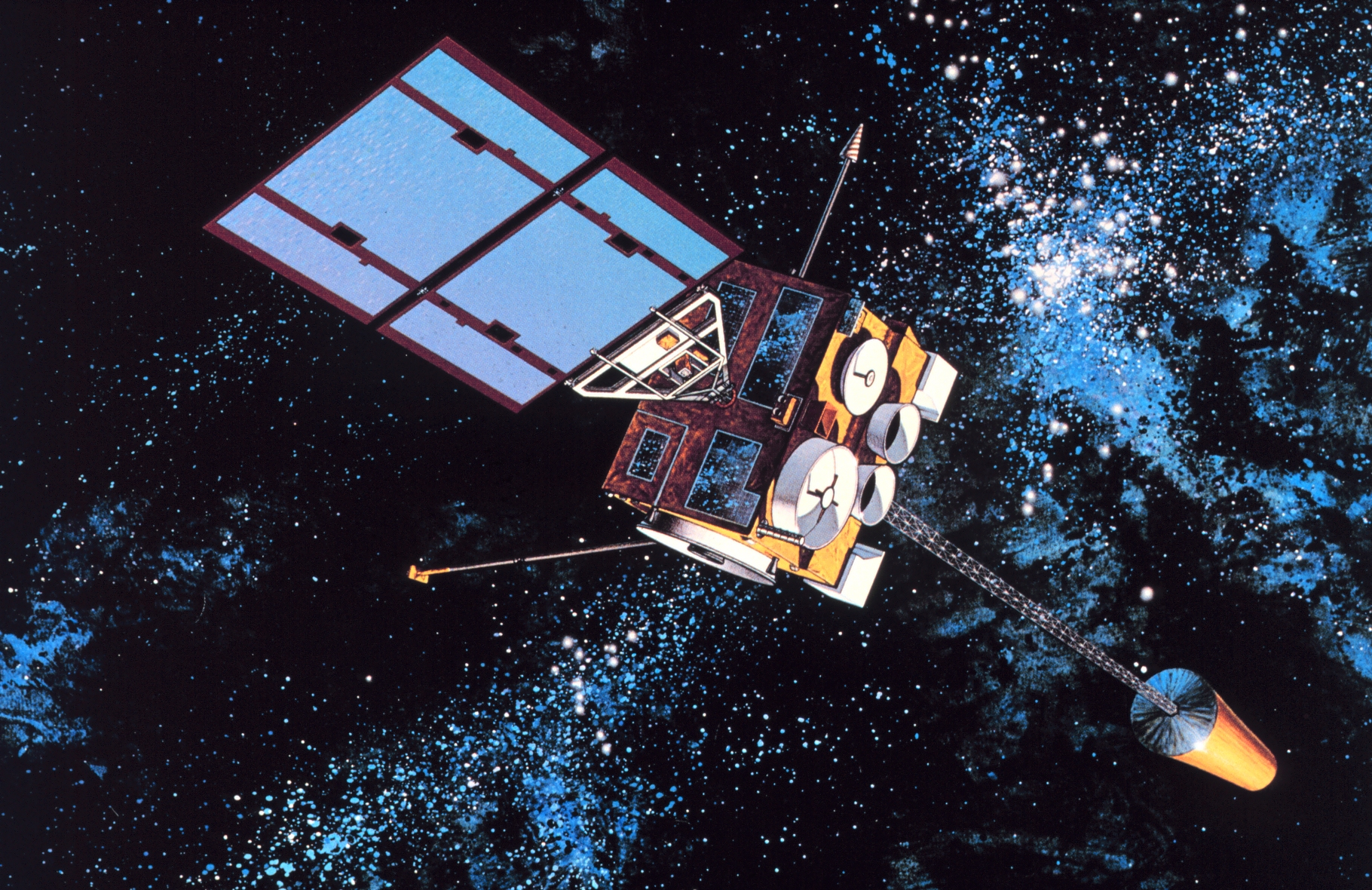
Družice NOAA GOES-8

Meteorologické družice jsou umělá kosmická tělesa, která slouží k získávání dat o stavu atmosféry Země. Lidstvo je vysílá na oběžné dráhy od roku 1959.

## Rozdělení meteorologických družic
Meteorologické družice jsou experimentální a operativní. Meteorologické experimentální družice slouží k výzkumu atmosféry, ověřování teorií a předpokladů.
Meteorologické operativní družice jsou určeny ke stálému získávání dat pro potřeby předpovědi počasí.
Meteorologové díky těmto družicím mohou varovat před blížícími se nebezpečnými jevy, jako třeba hurikány, uragány, tajfuny nebo smrště.

### Dělení podle typu drah
Meteorologické družice se dělí podle typu drah na družice polární a geostacionární. Parametry geostacionární dráhy (kruhová dráha o poloměru 42 168 km) zajišťují, že družice zdánlivě „visí“ ve výšce přibližně 35 790 km nad pevným místem na zemském povrchu.
Mezi polární družice patří v současné době družice NOAA POES a od roku 2006 a 2012 se k nim přidaly družice MetOp provozované EUMETSAT.
Geostacionární meteorologické družice jsou GOES (GOES-west a GOES-east) – provozované NASA a NOAA, METEOSAT – provozovaný evropskou organizací EUMETSAT. Družice METEOSAT pravidelně posílají satelitní snímky již od roku 1977. Dále mezi geostacionární družice patří například Elektrol-L – provozovaný Ruskem, MTSAT – provozovaný Japonskem, Fengyun (FY) – provozovaný Čínou, INSAT – provozovaný Indií.

## Historie
Za první meteorologickou družici je pokládán Vanguard 2, který byl vypuštěn 17. února 1959. Ta se však nedostala na určenou oběžnou dráhu Země.
Za první úspěšnou meteorologickou družici je pokládán TIROS-1 (Television InfraRed Observation Satelite). Přestože tato družice pracovala jen 78 dní, poskytla mnohem více dat než Vanguard 2.
Američané vyvinuli několik meteorologických operačních družicových systémů – ESSA, ITOS, DMSP, NIMBUS, TIROS, SMS, GOES. Sověti začali využívat svou řadu KOSMOS a METEOR, Evropa začala s METEOSATem, Japonsko s družicemi GMS.

## Galerie

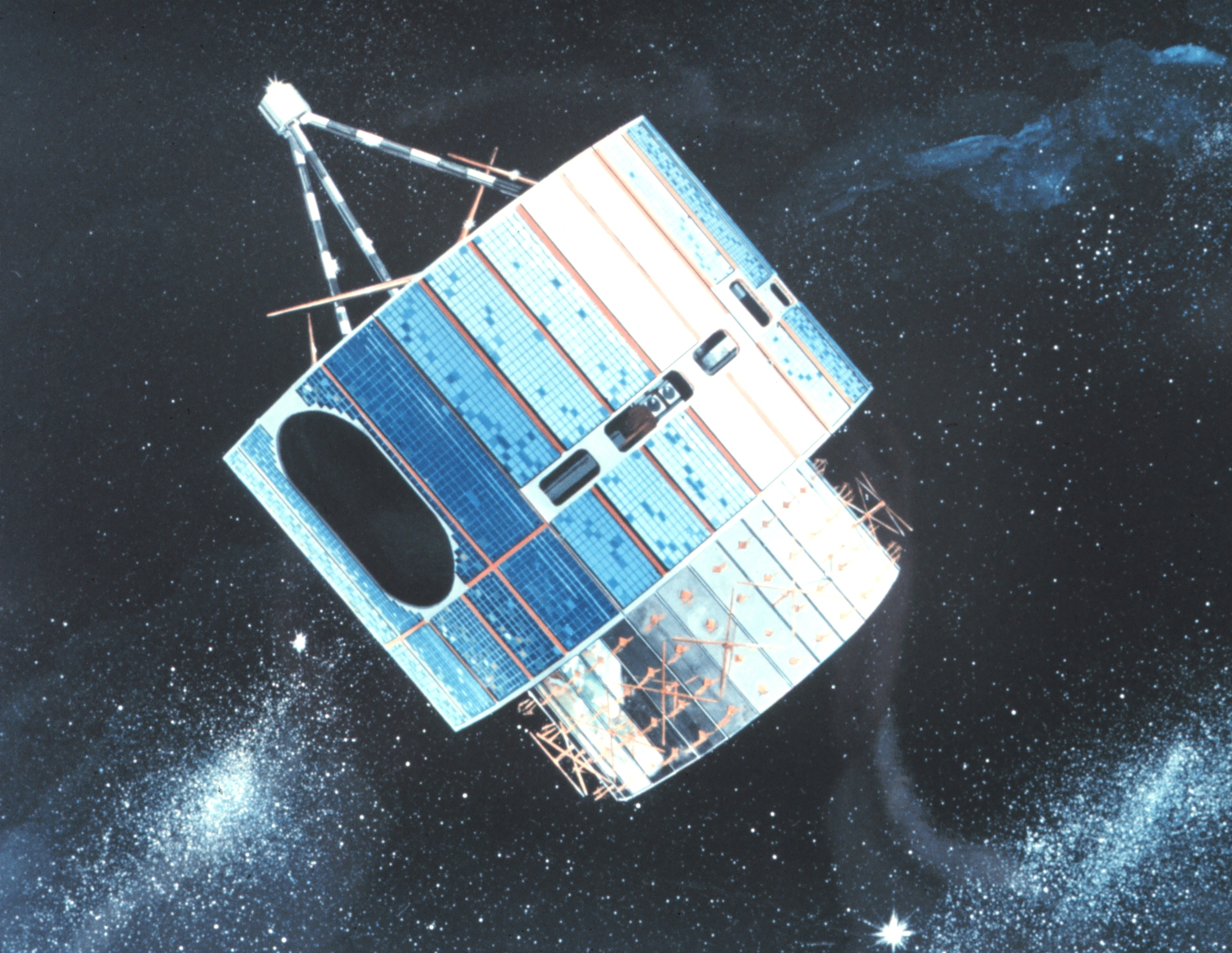
Družice NOAA GOES-2
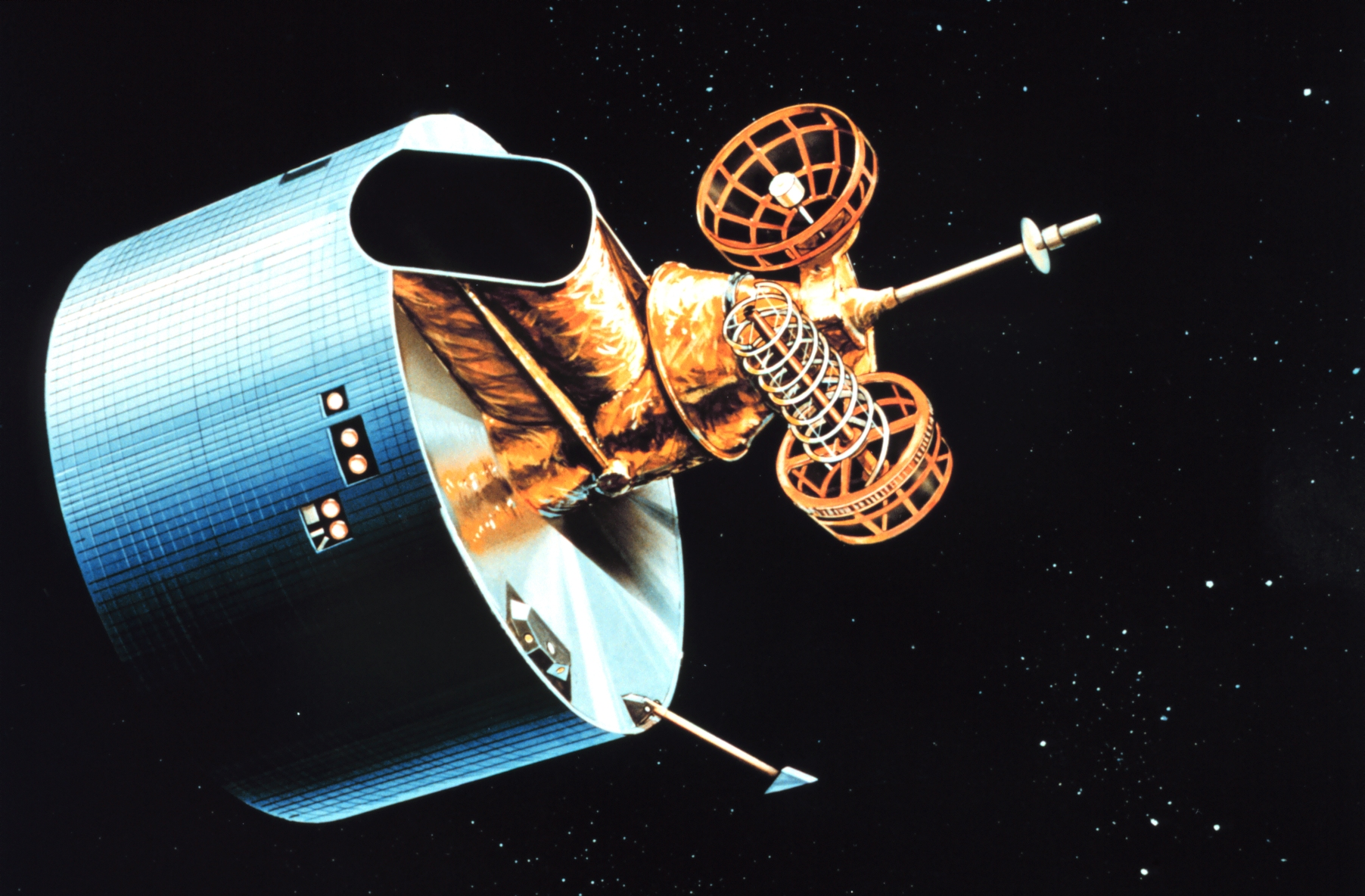
Družice NOAA GOES-4
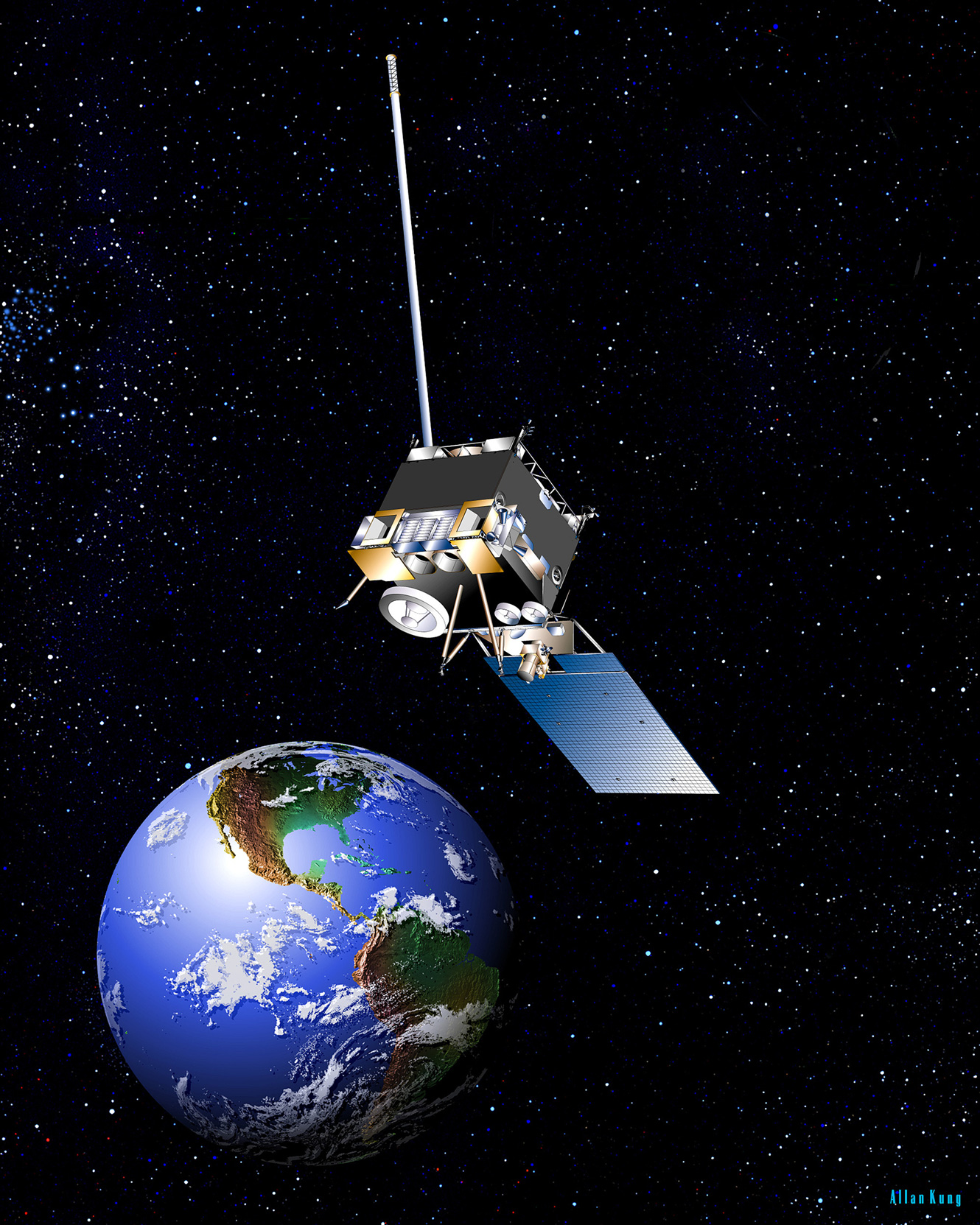
Družice NOAA GOES-N
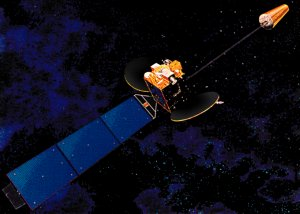
Družice MTSAT-1
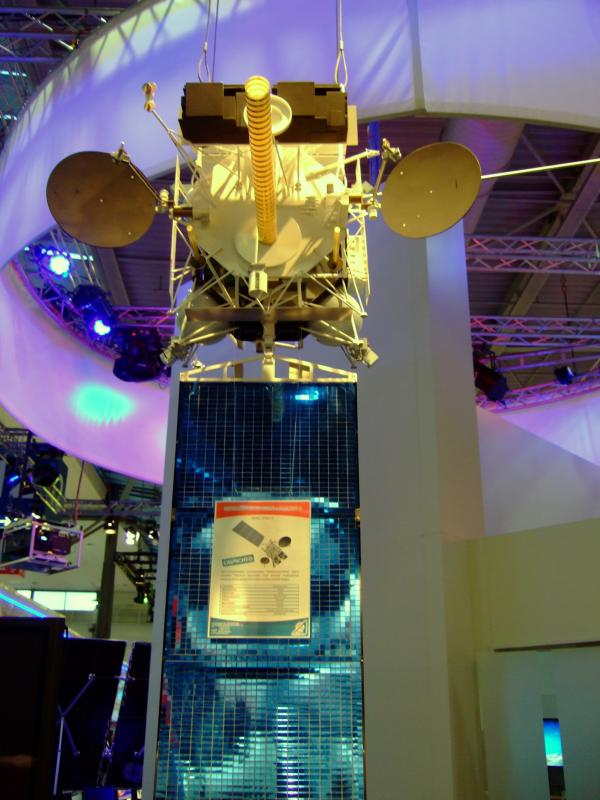
Model družice Electro-L